# Население Гоа
Жителей Гоа называют гоанцами, на других языках: Goan на английском, Goenkar (गोंयकार) на конкани, Govekar (गोवेकर) на маратхи, Goês (мужчина) или Goesa (женщина) на португальском.
В Гоа насчитывается 1,344 млн. жителей, это один из самых малонаселенных штатов (после Сиккима, Мизорама и Аруначал-Прадеша). Рост населения составляет в среднем 14.9% за 10 лет. Плотность населения составляет 363 человека на 1 км². Гоа является штатом с наиболее высокой долей городского населения — 49,76%. Уровень грамотности составляет 82%. Соотношение полов — 960 женщин на 1000 мужчин. Рождаемость — 15,7 на 1 000 жителей в 2007 году.
| Религия в Гоа                                                                                 | Религия в Гоа | Религия в Гоа | Религия в Гоа | Религия в Гоа |
| Религия                                                                                       |               |               | %             |               |
| --------------------------------------------------------------------------------------------- | ------------- | ------------- | ------------- | ------------- |
| индуизм                                                                                       |               |               | 65 %          |               |
| католицизм                                                                                    |               |               | 26 %          |               |
| ислам                                                                                         |               |               | 6 %           |               |
| другие                                                                                        |               |               | 3 %           |               |
| В том числе сикхи (0,07%), буддисты (0,04%), последователи джайнизма (0,06%) и другие (0,24%) |               |               |               |               |

Согласно переписи 2001 года население штата составляет 1 343 998 чел., 886 551 (65%) из них —  индуисты, 359 568 (26%) — христиане, 92 210 (6%) — мусульмане, 970 (0,07%) — сикхи, 649 (0,04%) — буддисты, 820 (0,06%) — последователи джайнизма и 3530 (0,24%) принадлежат к другим религиозным общинам.